# زندگی یک معجزه است
زندگی یک معجزه است (به انگلیسی: Life Is A Miracle) فیلمی به کارگردانی امیر کوستوریتسا محصول سال ۲۰۰۴ است. این فیلم به جشنواره فیلم کن ۲۰۰۴ راه یافت.

## خلاصه داستان
داستان در سال ۱۹۹۲ در بوسنی می‌گذرد. لوکا مهندسی صرب است که به همراه همسر و پسرش از بلگراد به دهکده‌ای دورافتاده در بوسنی آمده‌است. کار او ساختن راه‌آهنی‌ست که قرار است دهکده را به منطقه‌ای توریستی تبدیل کند. زمزه‌های آغاز جنگ شنیده می‌شود اما لوکا خوش‌بین است و واهمه‌ای از جنگ ندارد. با آغاز جنگ، زندگی لوکا نیز از این رو به آن رو می‌شود. همسرش، یاردانکا، که خواننده اپرا است با یک نوازنده فرار می‌کند و پسرش، میلوش، به خط مقدم جبهه فرستاده می‌شود. لوکا خوشبینانه منتظر است که همسر و پسرش به خانه برگردند. اما یاردانکا برنمی‌گردد و میلوش اسیر می‌شود. ارتش صرب لوکا را وامی‌دارد تا نگهبان زن جوان مسلمانی به نام ساباها بشود که به اسارت گرفته شده. چیزی نمی‌گذرد که لوکا به زن جوان دل می‌بندد اما تقدیر این است که اسیر مسلمان با یک اسیر صرب معاوضه شود. اسیر صربی که در عوض زن آزاد می‌شود میلوش، پسر لوکاست.

## بازیگران
- اسلاوکو اشتیماتس - لوکا
- ناتاشا شولاک - ساباها
- وسنا تریوالیچ - یاردانکا
- ووک کوستیچ - میلوش[۲]